# Буйновский, Эдуард Иванович
Эдуард Иванович Буйновский (род.26 февраля 1936 года в городе Новочеркасск, Ростовской области) — начальник отдела научно-исследовательского института при Министерстве иностранных дел России, кандидат технических наук, судья 1-й категории по спортивной гимнастике.

## Биография
Эдуард Иванович Буйновский родился 26 февраля 1936 года в городе Новочеркасск в семье Буйновского Ивана Леонтьевича — военнослужащего, участника ВОВ и Буйновской (Арестенко) Александры Васильевны. В 1951 году окончил 7 классов в школе № 144 в Москве. В 1954 году окончил 2-е московское подготовительное артиллерийское училище. С 1954 по 1958 годы обучался в Ростовском высшем артиллерийском инженерном училище, факультет «Артиллерийские приборы» (2-й факультет). После окончания училища проходил военную службу в должности начальника расчета автономных испытаний автомата стабилизации центрального блока ракетной части, которая формировалась на полигоне Тюра-Там, затем в Плесецке.
С 14 января 1960 года служил помощником военного представителя. 24 апреля 1961 года до зачисления в отряд космонавтов — военным представителем Военного представительства Начальника реактивного вооружения при НИИ-885 Главного управления ракетного вооружения РВСН. 
С 25 января 1963 по декабрь 1964 года прошёл отбор среди 1500 кандидатов и вошёл в число 15 обучающихся Второго набора космонавтов проходил в ЦПК общекосмическую подготовку в качестве слушателя-космонавта. В декабре 1964 года медицинской комиссией признан негодным к дальнейшей подготовке и отчислен из отряда. 
С 1965 по 1970 годы служил военным представителем при НИИ-944 Военного представительства Главного управления ракетного вооружения (ГУРВО).С 1970 года старший офицер отдела Главного управления космических средств Министерства обороны, а затем и начальник заказывающего отдела по ракетно-космическому комплексу «Энергия — Буран». С 1987 начальник заказывающего отдела по ракетно-космическому комплексу многоразового использования «Энергия-Буран» Главного управления космических средств (ГУКОС) Министерства обороны СССР.
7 июля 1989 года был уволен из Вооружённых сил в запас по возрасту. С 1989 года начальник отдела научно-исследовательского института при Министерстве иностранных дел России.

## Воинское звание
- Полковник-инженер(1976 год)